# Зовабер
Зовабер (вірм. Զովաբեր) — село в марзі Гегаркунік, на сході Вірменії. Село розташоване на річці Раздан, за 15 км на захід від міста Севан та за 12 км на північний схід від міста-курорту Цахкадзор. Поруч з селом проходить залізниця Єреван — Раздан — Іджеван.